# 반투어군
반투어군(영어: Bantu languages, 반투조어: *bantʊ̀)은 사하라 이남 아프리카 일대에 걸쳐 반투족에 속하는 사람들에 의해 사용되는 거대한 언어군이다. 아프리카의 중부부터 남부까지의 대부분 지역에 분포하며, 가장 화자 수가 많은 언어는 스와힐리어이다. 언어와 방언 사이의 미묘한 구분에 따라 다르나 대체로 500개가 넘는 수의 언어가 속하는 것으로 집계되며 전체 화자 수는 3억 이상이다. 현대에는 크게 니제르콩고어족에 속한다는 사실이 밝혀져 있다.

## 명칭
'사람들'을 의미하는 단어 '반투(bantu)'를 공유하는 데서 유래했다. 엄밀하게 말해 반투어군은 일부 반투제어군(Bantoid)의 언어들을 포함하는 '광의의 반투어군'와는 대조되는 '협의의 반투어군'이다.

## 역사
반투어군의 조어인 반투조어(Proto-Bantu)는 니제르콩고어족 계통의 언어로서 대략 카메룬 지역에 있었던 것으로 추정된다. 현대의 주류설에 의하면, 약 2~3000년 전부터 동남부로의 대량 이주가 시작되어 토착 언어는 대부분 사라지고 현재와 같이 사하라 이남의 넓은 지역에서 반투어 계통의 언어가 쓰이게 되었는데 이 역사적 과정을 반투족 팽창(Bantu expansion)이라고 한다. 반투 팽창에는 농업의 확산이 동반되었고, 북방의 쿠시어파 또는 나일사하라어족 관련 민족의 영향으로 유목이 받아들여지기도 했다. 현재 동·남아프리카 일부 지역에서 사용되는 코이산 제어를 비롯한 여러 작은 언어들은 반투 팽창 이전에 존재하던 토착언어가 살아남은 경우로 추정된다.

## 분류
반투어군에 속하는 언어들은 상당히 많고 다양하다. 따라서 일반적으로 알파벳과 숫자를 조합하여 지리적으로 구분하는 거스리의 반투어군 분류를 이용한다.
- 거스리의 반투어군 분류 (지리적 구분)
- 남부 반투어군 (미분류)
- 냐사어군
- 냥가-부이어군
- 레가-빈자어군
- 레보냐어군
- 루반어군
- 루크와어군
- 루피지-루부마어군
- 룬다어군
- 마카-은젬어군
- 바사어군
- 바피아어군
- 방기-테텔라어군(?)
- 베티어군
- 보안어군(?)
- 북동 반투어군
- 사비-보타트웨어군
- 사와반투어군
- 쇼나어군
- 음보시-부자어군(?)
- 음볼레-에냐어군
- 음부그에-랑기어군
- (자라완어-음반어군)
- 초크웨-루차지어군
- 카방고-남서 반투어군
- 켈레-초고어군(?)
- 콩고-야카-시라어군
- 킬롬베로어군
- 킴분두어군
- 통웨-벤데어군
- 펜데어군
- 부야어
- 음부쿠슈어
- 음분두어
- 예이어
- 루야나어
- 마넹구바어

반투어군의 언어가 주로 사용되는 지역은 나이지리아 남부부터 시작해 중앙아프리카 공화국, 콩고민주공화국, 우간다, 케냐, 소말리아 남부까지 이른다. 반투어군에 속하는 언어들을 사용하는 국가들은 가봉. 나미비아. 나이지리아, 남아프리카 공화국, 레소토, 르완다, 마다가스카르, 마요트. 말라위, 모잠비크, 보츠와나. 부룬디, 소말리아, 수단, 스와질랜드, 앙골라, 우간다, 잠비아, 적도기니, 중앙아프리카 공화국, 짐바브웨, 카메룬, 케냐, 코모로, 콩고공화국, 콩고민주공화국, 탄자니아다.

## 언어 구조
반투어군 언어들의 가장 큰 문법적 특징은 다양한 접사를 사용한다는 점이다. 각 명사는 하나의 명사 부류(유럽어의 성 개념, 한국어와 중국어 등의 분류사와 유사)에 속하며, 부류의 수는 언어마다 다르다. 부류는 명사에 붙은 접두사로 표시되며, 명사의 수식어와 절의 동사에 붙는 일치 표지로도 드러난다. 각 부류의 복수는 별도의 부류로 취급되므로, 복수형은 부류 접사를 바꿔서 표시한다. 동사에는 여러 접두사가 붙으며, 서부 언어들에서는 아예 별도의 단어로 취급되기도 한다.
반투어군 언어에서 단어는 주로 CV(자음-모음) 형식의 개음절로 이루어지는데, 언어에 따라 개음절만 허용되기도 한다. 스와힐리어를 비롯한 일부 예외를 제외하면 반투어군 언어들은 대부분 성조 언어이고, 언어에 따라 2~4개의 평탄성조가 있다.

### 자음
대부분의 반투어군의 언어들 자음은 무성, 유성 파열음과, 제한된 종류의 마찰음, 파열음과 함께 나타나는 비음, 그리고 유음([l], [r])과 반모음([y], [w])으로 이루어져있다.

### 모음
대부분의 반투어군은 5개([i], [e], [a], [o], [u]) 또는 7개([i], [e], [ɛ], [a], [ɔ], [o], [u])의 모음으로 이루어져있다.

### 명사 부류
다음은 반투어군에서 나타나는 명사 부류의 목록이다.
| 단수 부류 | 단수 부류 | 복수 부류           | 복수 부류 | 의미적 기준                       |
| 번호      | 접두사    | 번호                | 접두사    | 의미적 기준                       |
| --------- | --------- | ------------------- | --------- | --------------------------------- |
| 1         | *mʊ-      | 2                   | *ba-      | 인간, 동물                        |
| 3         | *mu-      | 4                   | *mi-      | 식물, 무생물                      |
| 5         | *dɪ-      | 6                   | *ma-      | 다양, 6부류는 액체(물질명사) 포함 |
| 7         | *ki-      | 8                   | *bɪ-      | 다양, 지소어, 수단/방식/언어      |
| 9         | *n-       | 10                  | *n-       | 동물, 무생물                      |
| 11        | *du-      |                     |           | 추상명사                          |
| 12        | *ka-      | 13                  | *tu-      | 지소어                            |
| 14        | *bu-      |                     |           | 추상명사                          |
| 15        | *ku-      | 부정사              |           |                                   |
| 16        | *pa-      | 장소어 (근칭, 확정) |           |                                   |
| 17        | *ku-      | 장소어 (원칭, 미정) |           |                                   |
| 18        | *mu-      | 장소어 (내부)       |           |                                   |
| 19        | *pɪ-      | 지소어              |           |                                   |